# Charmois-l'Orgueilleux
Charmois-l'Orgueilleux là một xã, nằm ở tỉnh Vosges trong vùng Grand Est của Pháp. Xã này có diện tích 35,92 kilômét vuông, dân số năm 1999 là 618 người. Xã này nằm ở khu vực có độ cao trung bình 340 m trên mực nước biển.

## Biến động dân số
| 1962                                         | 1968 | 1975 | 1982 | 1990 | 1999 |
| -------------------------------------------- | ---- | ---- | ---- | ---- | ---- |
| 463                                          | 534  | 532  | 521  | 557  | 618  |
| Số liệu từ năm 1962: Dân số không tính trùng |      |      |      |      |      |